# Școala Kei
Școala Kei a fost o școală japoneză de sculptură budistă care a apărut la începutul perioadei Kamakura (c. 1200). Cu sediul în Nara, a fost școala dominantă în sculptura budistă din Japonia în secolul al XIV-lea și a rămas influentă până în secolul al XIX-lea. Istoricul de artă Joan Stanley Baker citează primele lucrările ale școlii Kei drept ultimul punct culminant din istoria sculpturii japoneze.

## Context și istorie

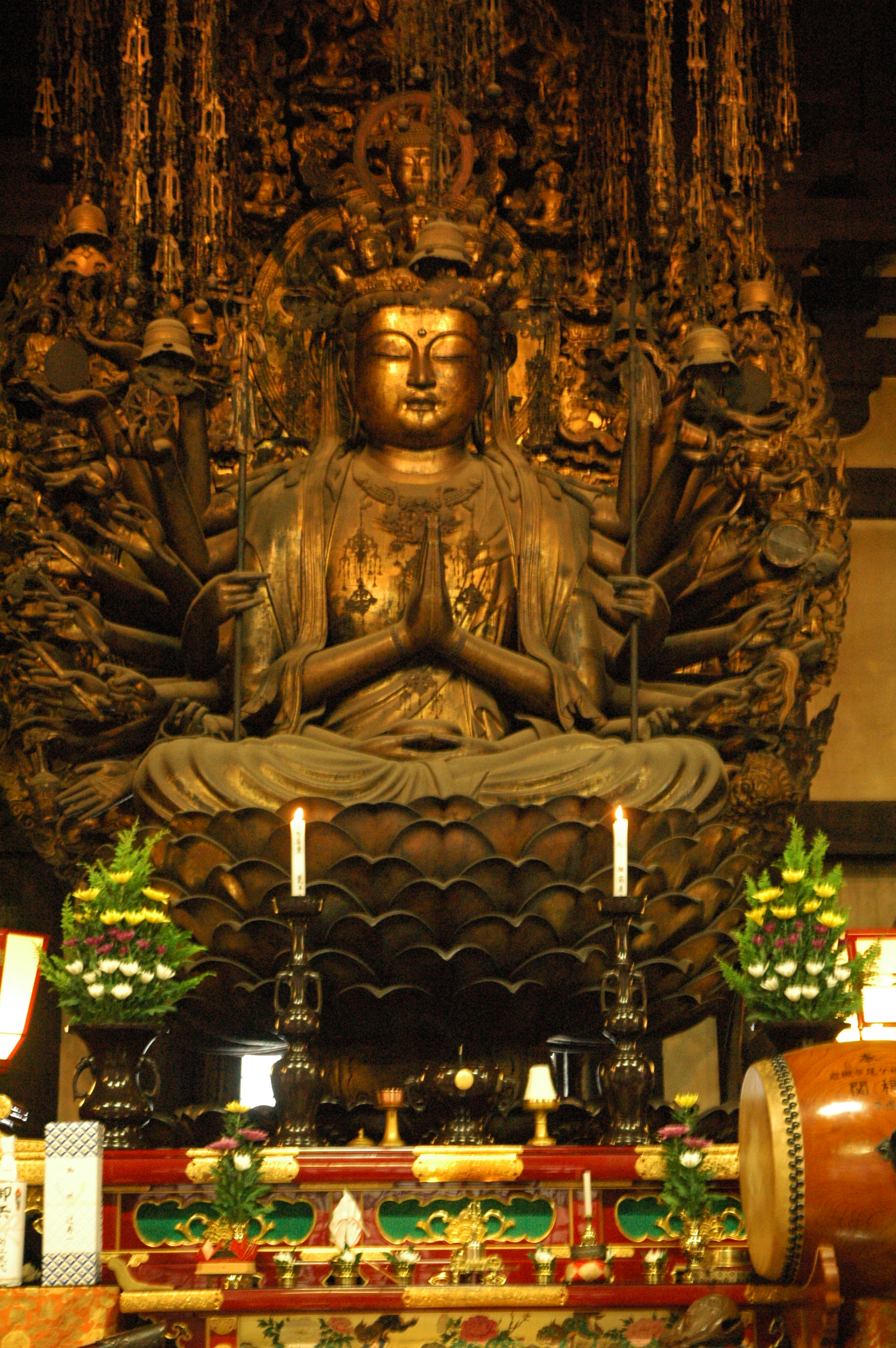
Senju Kannon de., 1254. Comoară națională.

Școala Kei s-a dezvoltat pornind de la cea condusă de succesorul lui busshi (sculptorul budist) Jōchō, Kakujō și fiul lui Raijō, principalii sculptori din generațiile precedente. Despre acești artiști se spune uneori că au fondat școala Kei;  cu toate acestea, școala nu avea să se impună și să fie asociată cu numele „Kei” decât după ce Raijō a fost succedat de Kōkei⁠(d) și Unkei în jurul anului 1200. Cei șase fii ai lui Unkei și descendenții acestora au succedat la rândul lor mai târziu la conducerea școlii.
O mare parte dintre orașele Nara și Kyoto au fost distruse în războiul Genpei din 1180-1185. Școlii Kei i s-a oferit ocazia de a restaura cele mai mari temple din Nara, Tōdai-ji și Kōfuku-ji, înlocuind sculpturile budiste ale acestora. Stilul puternic și tradițional al școlii Kei i-a adus favorurile shogunatului Kamakura; școala nu avea, de asemenea, legăturile politice imperiale pe care le aveau școala In și En și, astfel, a fost selectată de shogunat pentru această onoare, catapultând școala la mare succes și influență.
Proiectul de restaurare a Tōdai-ji a durat mai multe  generații, de la aproximativ 1180 până în 1212,  și s-a bazat pe stilul Tenpyō⁠(d) din perioada Nara, introducând noi elemente stilistice, rămânând în același timp fidel tradiției. Au apărut noi forme iconografice umane, cu o mai mare simplitate și realism și culori mai atenuate. Pentru prima dată, pentru ochii statuilor au fost folosite cristale cu centre întunecate; deși stilul școlii Kei amintește de elemente ale sculpturii din perioada Nara, Joan Stanley Baker descrie lucrările școlii Kei ca fiind mai puțin idealizate, generice și impersonale decât cele din Nara. Sculptorii școlii Kei s-au concentrat pe identitatea distinctivă a subiectului fiecărei statui și pe detaliile fizice.
O sculptură de la sfârșitul secolului al XII-lea a lui Dainichi Nyorai, atribuită lui Unkei, a fost vândută la licitație la Christie's⁠(d) pe 18 martie 2008 pentru 14,37 milioane dolari americani, stabilind un nou record pentru prețurile artei japoneze la licitație, precum și pentru arta asiatică vândută la New York.

## Galerie

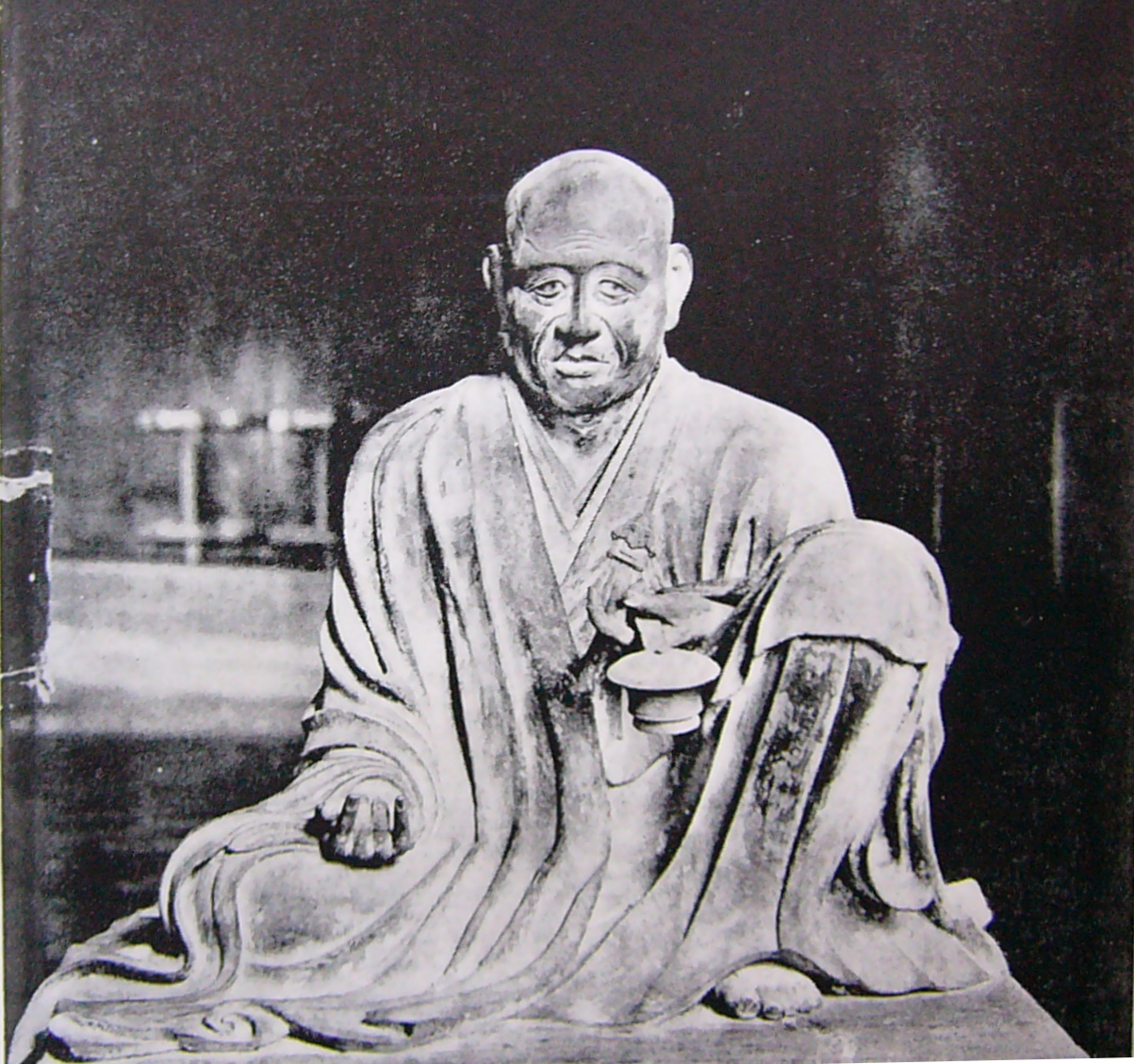
Șase patriarhi ai Hossō⁠(d) : Gyōga de Kōkei⁠(d), 1189. Kōfuku-ji. Comoară națională.
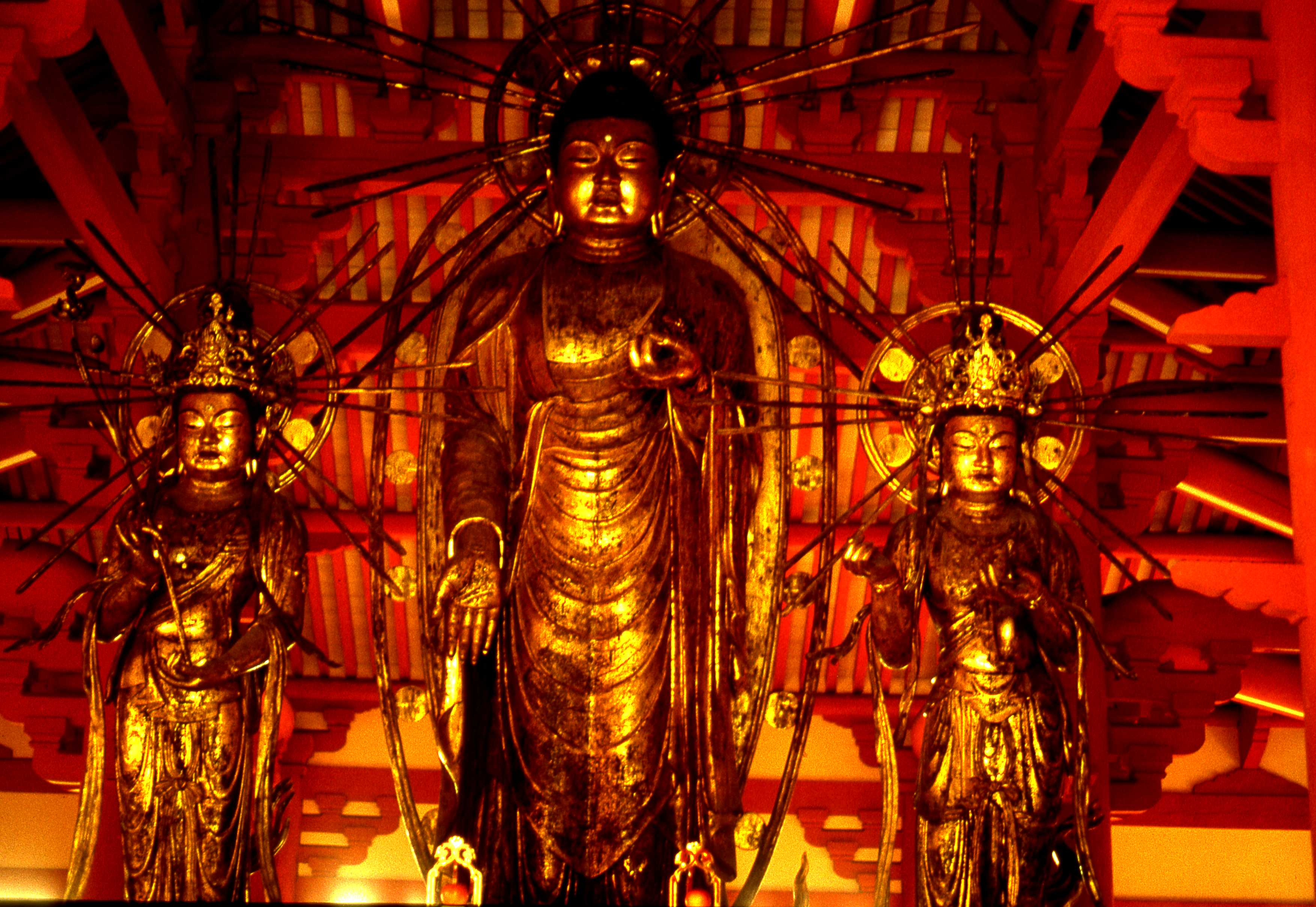
Amitābha de Kaikei⁠(d) . Jōdo-ji⁠(d), 1195-1197. Comoară națională.
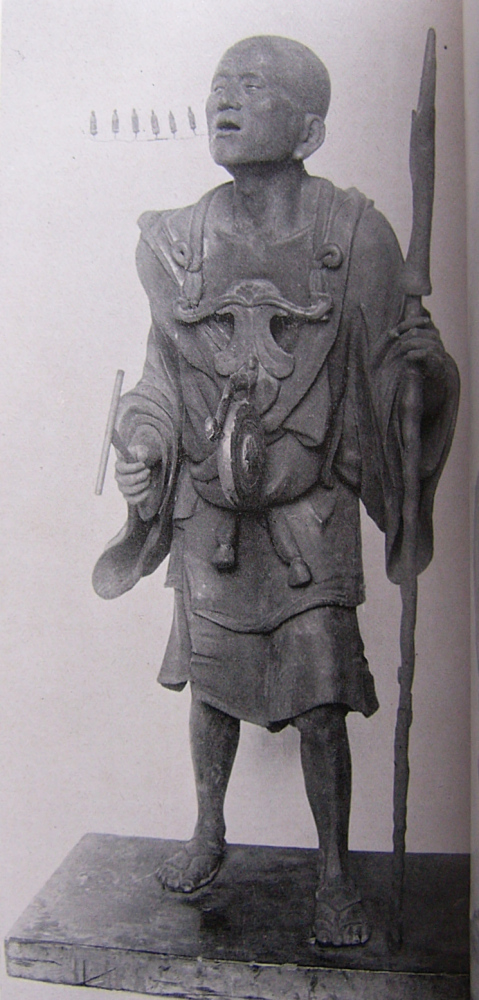
Portretul călugărului Kūya⁠(d) de Koshō. Proprietate culturală importantă
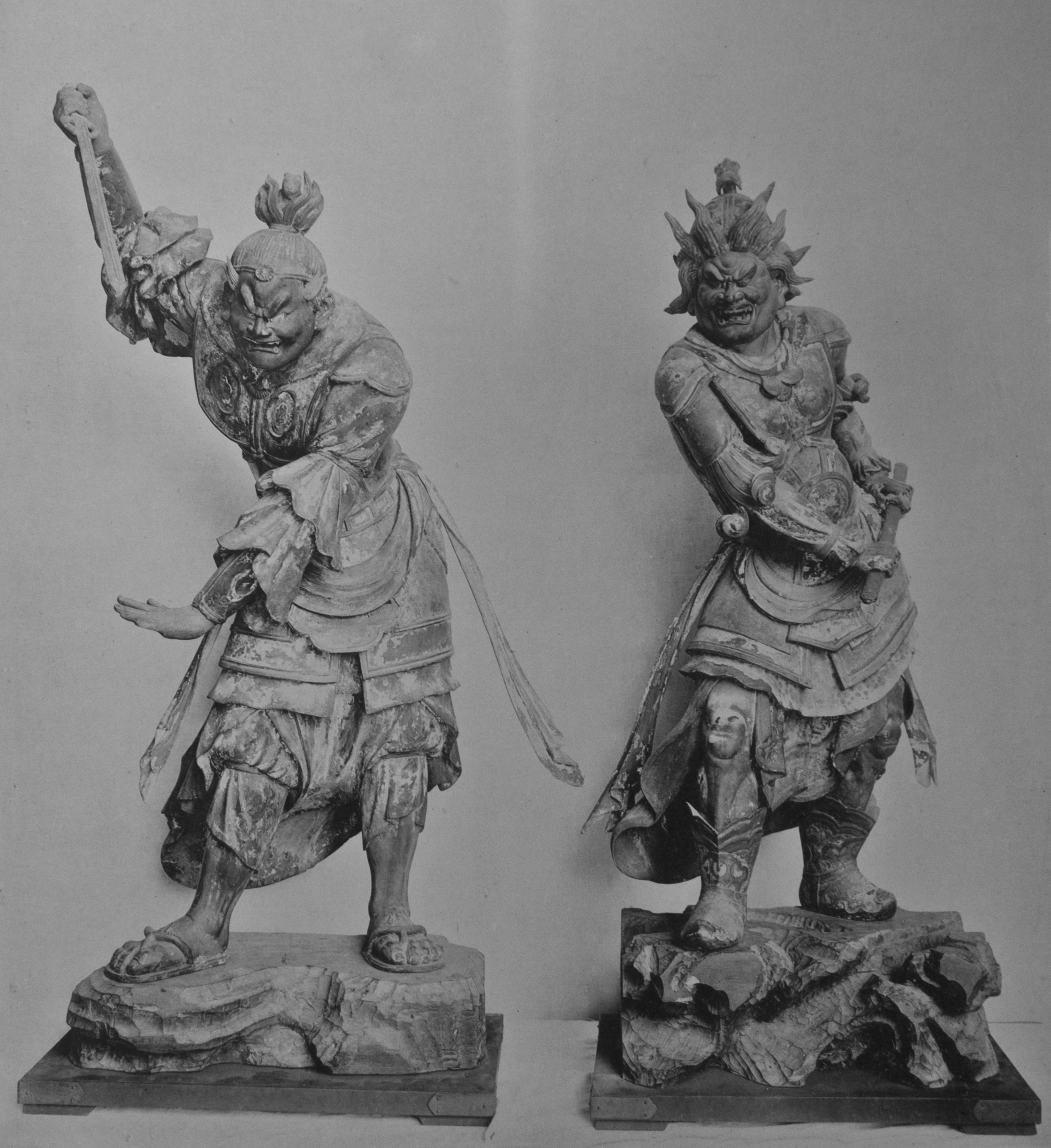
Doisprezece generali cerești, Kōfuku-ji, 1207. Comoară națională.